# Chaetocnema denticulata
Chaetocnema denticulata är en skalbaggsart som först beskrevs av Johann Karl Wilhelm Illiger 1807.  Chaetocnema denticulata ingår i släktet Chaetocnema och familjen bladbaggar. Inga underarter finns listade i Catalogue of Life.